# Catedral de Mogi das Cruzes
A Catedral de Mogi das Cruzes ou Catedral Sant'Anna, conhecida também como a Igreja Matriz de Mogi das Cruzes, é uma igreja matriz localizada em Mogi das Cruzes, foi construída no mesmo local, onde foi erguida a primeira capela do povoamento, e em 1900 foi eleita uma igreja destinada à Padroeira Nossa Senhora de Sant'Anna, é atualmente a sede da Diocese de Mogi das Cruzes, eleita em 1962, pelo Papa João XXIII.
Em 1952 foi idealizada pelo Monsenhor Roque Pinto de Barros, Vigário da Paróquia, uma nova igreja matriz.
O projeto de sua construção foi inspirado na arquitetura romana dos primeiros templos cristãos, sua fachada compõe-se de um corpo central, correspondente a nave principal, ladeado por duas torres. Um conjunto de três pórticos em arco sobressai-se na formação do adro externo. Sob a torre direita localiza-se o batistério.
A Igreja Matriz de Nossa Senhora de Sant'Anna, marca o Centro Histórico inicial da cidade de Mogi das Cruzes.

## Galeria

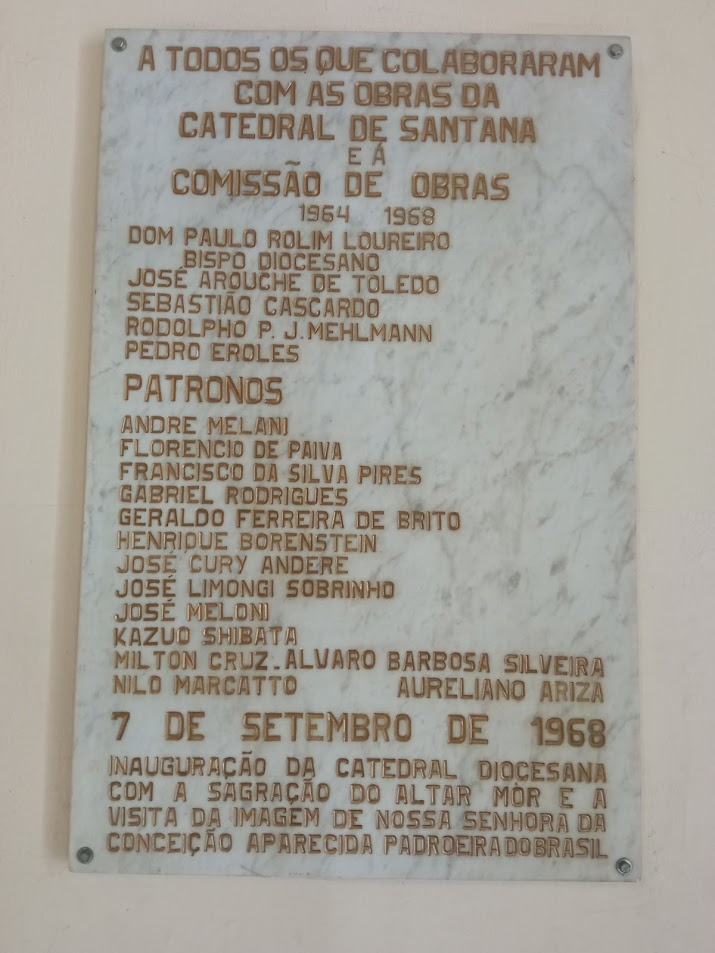
Uma das placas de agradecimento aos que colaboraram com a construção da catedral.
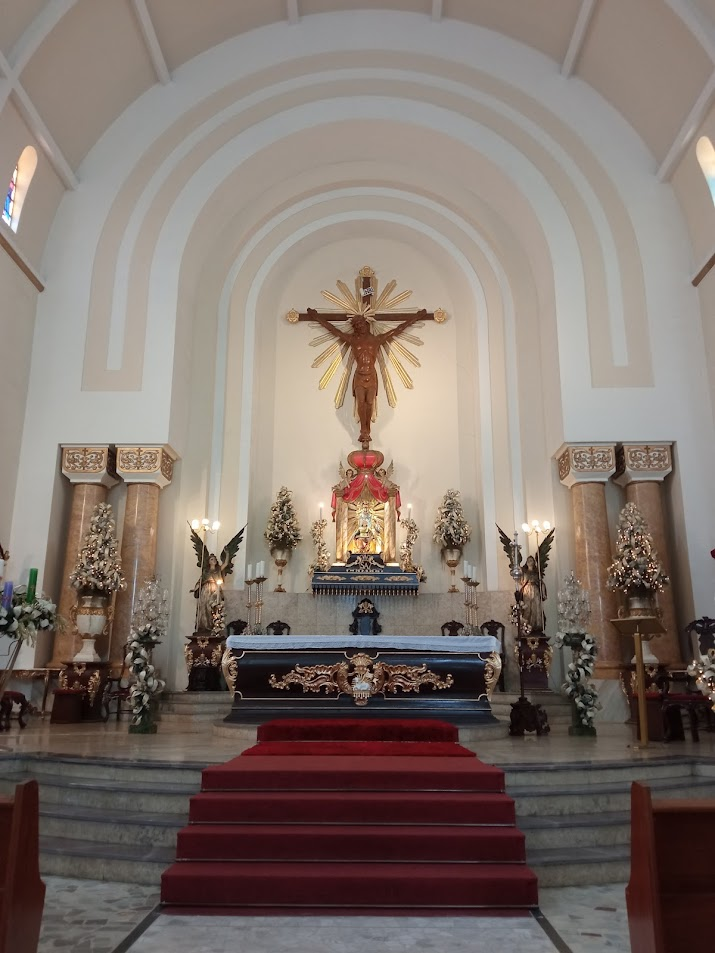
Altar-mor da Catedral
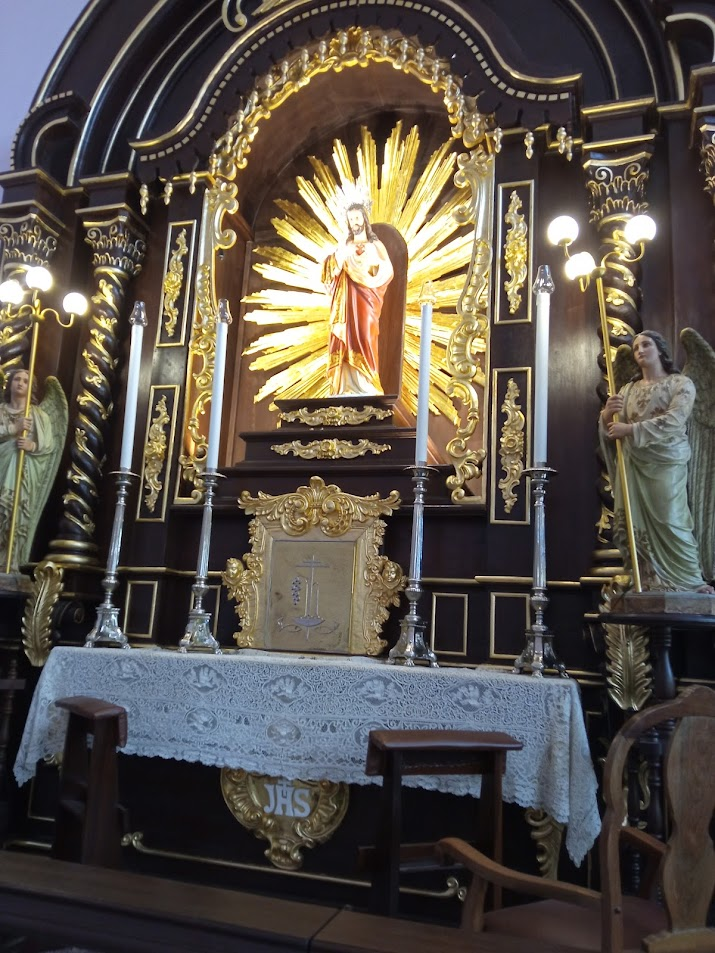
Altar da Capela do Santíssimo
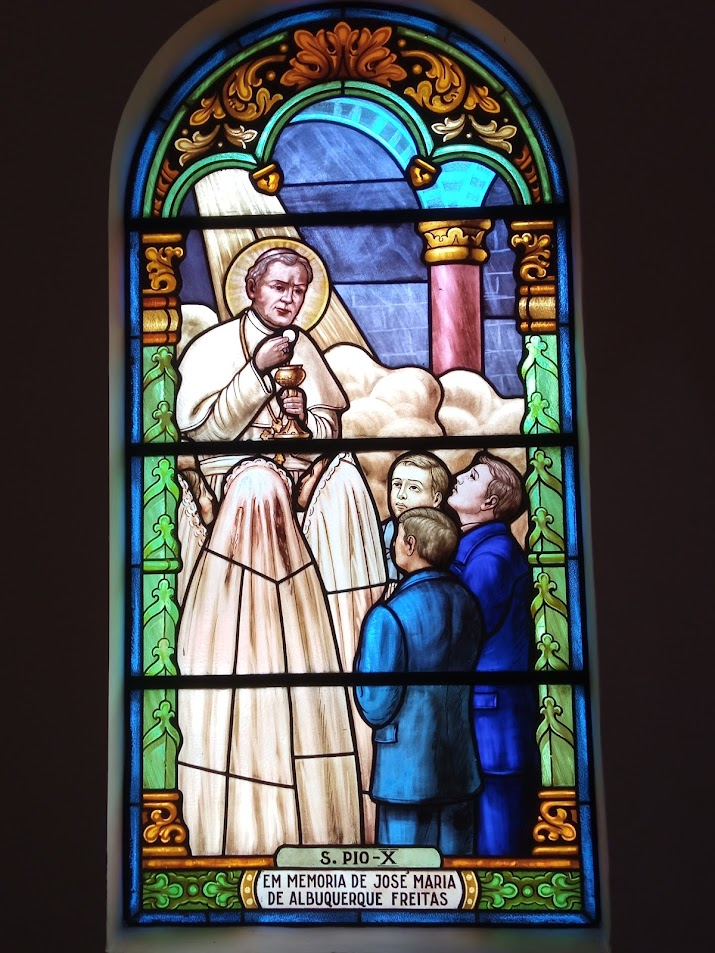
Vitral de São Pio X
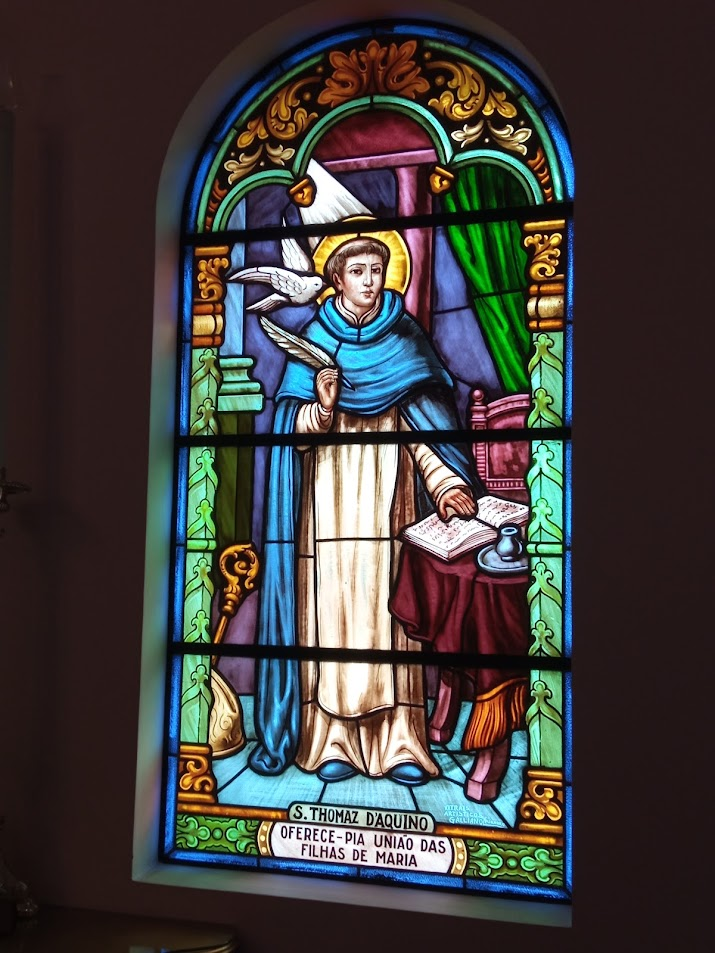
Vitral de Santo Tomás de Aquino